# Österberg (Familienname)
Österberg ist ein schwedischer Familienname.

## Namensträger
- Eva Österberg (* 1942), schwedische Historikerin
- Laura Österberg Kalmari (* 1979), finnische Fußballspielerin
- Mikael Österberg (Eishockeyspieler, 1984) (* 1984), schwedischer Eishockeystürmer
- Mikael Österberg (Eishockeyspieler, 1986) (* 1986), schwedischer Eishockeyverteidiger
- Stellan Österberg (* 1965), schwedischer Badmintonspieler